# Der Kuhhandel
Der Kuhhandel  es una opereta con música de Kurt Weill y libreto en alemán de Robert Vambery. Se estrenó, en su versión de comedia musical en inglés y tres actos como A Kingdom for a Cow ("Un reino por una vaca") el 28 de junio de 1935 en el Teatro Savoy de Londres.

## Historia
Weill y Vambery, ambos refugiados de la Alemania nazi, se encontraron en París en 1933 y empezaron a trabajar en una opereta en 1934. Después de terminar el libreto, intentaron interesar a los gestores de teatro en París y Zúrich al representar la opereta resultaron infructuosos, y Weill se dedicó a otros proyectos, dejando la mayor parte de los números musicales terminados pero sin orquestar. La palabra alemana Kuhhandel significa "comercio de ganado".  En la jerga alemana de los años 1930 se refería a las maniobras de los políticos.
A principios de 1935, Weill y Vambery colaboraron con Reginald Arkell (libro) y Desmond Carter (letras) en una comedia musical en idioma inglés y tres actos de la opereta llamada A Kingdom for a Cow ("Un reino por una vaca"). Esta se estrenó el 28 de junio de 1935 en el Teatro Savoy, Londres, bajo la batuta de Muir Matheson. Logró un éxito de crítica pero fracasó en la recaudación, representándose solo dos semanas.
En 1978, Lys Symonette, amiga y ayudante de Weill, preparó una reconstrucción de la opereta original en dos actos, y esta fue publicada por Schott Musik en 1981. Esta versión fue representada por vez primera en concierto en Düsseldorf el 22 de marzo de 1990 (director: Jan Latham Koenig) y en escena en el Deutsch-Sorbisches Volkstheater, Bautzen (directores Dieter Kempe y Wolfgang Poch) en 1994.
La obra se ambienta en el estado ficticio de Santa Maria, que comparte una isla caribeña con otro estado, Ucqua.